# Michael Cretu
Michael Cretu (właśc. Mihai Crețu), znany także jako Curly M.C. (ur. 18 maja 1957 w Bukareszcie) – niemiecko-rumuński muzyk, twórca muzycznego projektu nazwanego Enigma. Album MCMXC A.D., trafił na pierwsze miejsca list przebojów w 24 krajach i zdobył 17 platynowych i 24 złote płyty.

## Życiorys
Cretu studiował muzykę poważną w Bukareszcie, Paryżu oraz we Frankfurcie.
Pierwszym singlem Michaela Cretu był Wild River wydany w 1978 r. Niedługo potem (1979) wydał album Ausgewählte Goldstücke w niemieckim wydaniu oraz Moon, Light and Flowers w wydaniu angielskim. Kolejny, wydany w 1983, Legionäre oraz trzeci z kolei solowy album Die Chinesische Mauer (1985), zawierały teksty w języku niemieckim. Ten ostatni został również wydany w wersji angielskiej pod tytułem The Invisible Man. Angielskie wydanie różniło się od niemieckiego m.in. długością trwania poszczególnych utworów.
W 2009 roku premierę miała składanka największych przebojów Enigmy pod tytułem Platinum Collection. Na trzecim dysku znalazły się chillout-owe utwory wcześniej niepublikowane z okresu Enigmy 7. Pod koniec roku 2010 miało miejsce uczczenie rocznicy 20-lecia projektu Enigma. Na tę okazję powstała strona „enigmasocialsong.com” na którą fani mogli przesyłać na początku swoje wokale, potem (gdy wybrano wokal) mogli wybrać ostateczną wersję utworu „MMX social song”.
Michael Cretu swoją przyszłą żonę, Sandrę Lauer, poznał w czasie trasy koncertowej Arabesque w Japonii, w trakcie której dołączył do zespołu jako klawiszowiec. Ożenił się z nią 7 stycznia 1988. Mają bliźniaki, Nikitę i Sebastiana, które urodziły się w 1995. Po prawie dwudziestu latach małżeństwo Michaela i Sandry rozpadło się – pod koniec października 2007 roku, niemiecka popołudniówka Bild opublikowała notę prasową menedżera, który potwierdził złożenie pozwu rozwodowego oraz separację artystów.

## Współpraca z innymi muzykami
Jako autor tekstów, wykonawca lub producent współpracował m.in. z:
- Hubert Kah „Goldene Zeiten”, „Tensongs”, „Sound Of My Heart” (1984–1990)
- Boney M Nightflight To Venus (1978)
- Moti Special Motivation (1985)
- Cretu and Thiers Belle Epoque (1988)
- Cornelius and Cretu Cornelius and Cretu (1992)
- Trance Atlantic Air Waves The Energy of Sound (1998)
- Ruth Ann „What about us” (2007)

## Dyskografia
- Michael Cretu: Moon, Light & Flowers (1979)
- Michael Cretu: Legionäre (1983)
- Michael Cretu: Legionnaires (1983)
- Michael Cretu: Die Chinesische Mauer (1985)
- Michael Cretu: The Invisible Man (1985)
- Moti Special: Motivation (1985)
- Michael Cretu: The Invisible Man – 2nd Edition incl. „Gambit” (1986)
- Cretu and Thiers: Belle Epoque (1988)
- Enigma: MCMXC a.D. (1990)
- Cornelius and Cretu: Cornelius and Cretu (1992)
- Enigma: The Cross of Changes (1993)
- Enigma: Le Roi Est Mort, Vive le Roi! (1996)
- Trance Atlantic Air Waves: The Energy of Sound (1998)
- Enigma: The Screen Behind the Mirror (1999)
- Enigma: Love Sensuality Devotion: The Greatest Hits (2001)
- Enigma: Love Sensuality Devotion: The Remix Collection (2001)
- Enigma (DVD): Remember The Future (2001)
- Enigma: Voyageur (2003)
- Enigma: 15 Years After (boxset) (2005)
- Enigma: A Posteriori (2006)
- Enigma: Seven Lives Many Faces (2008)
- Enigma: Platinum Collection (2009)
- Enigma: MMX social song (singiel) (2010)
- Enigma: The Fall of a Rebel Angel (2016)